# MOTO73

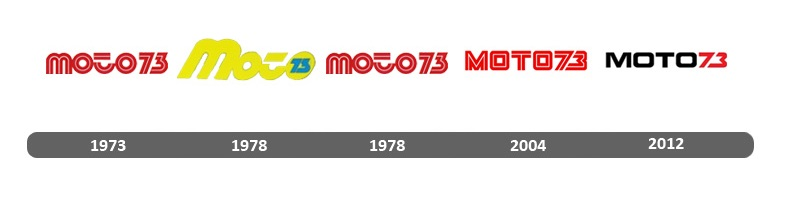
Evolutie van MOTO73-logo's sinds 1973

MOTO73 is een Nederlands motortijdschrift. Het magazine wordt tweewekelijks uitgegeven.
Het magazine werd voor de eerste keer uitgegeven in 1973 door uitgeverij Veldhuis uit Raalte. Dit bedrijf is in 2006 overgenomen door Sanoma en verhuisd naar Almere om vervolgens te verhuizen naar Amsterdam-Zuidoost. Daar werd de redactie samengevoegd met die van het later opgeheven blad Motor. Het blad behandelt diverse onderwerpen; tests, motorsport, reportages, reizen, interviews, commentaren en nieuws op motorgebied. In een grote reorganisatieronde van Sanoma werd eind 2013 gemeld dat het blad in 2014 te koop werd gezet. Medio 2014 is het blad overgenomen door New Skool Media te Amsterdam. Die bracht het blad in 2019 weer onder in een joint venture met PITE media in Hilversum, de nieuwe eigenaar van het voormalige ANWB blad Promotor.
Volgens HOI, Instituut voor Media Auditing had het blad in het 4e kwartaal van 2014 een betaalde kernoplage van 12.656 nummers per uitgave.

## Oplage
| Jaar | Betaalde gerichte oplage | Totaal verspreide oplage |       |
| ---- | ------------------------ | ------------------------ | ----- |
| 2004 | 26.958                   | 29.902                   | [ 2 ] |
| 2006 | 27.079                   | 29.432                   | [ 3 ] |
| 2007 | 25.526                   | 28.280                   | [ 4 ] |
| 2009 | 24.300                   |                          | [ 5 ] |
| 2010 | 23.561                   |                          | [ 5 ] |
| 2011 | 22.811                   | 24.790                   | [ 6 ] |
| 2012 | 21.598                   | 24.585                   | [ 7 ] |